# Концерт для фортепіано з оркестром № 2 (Моцарт)
Концерт для фортепіано з оркестром № 2 KV 39, Сі-бемоль мажор написаний 1767 року в Зальцбурзі.
Складається з трьох частин:
1. Allegro (близько 8 хвилин)
2. Adagio (близько 8 хвилин)
3. Rondo: Tempo di Menuetto (близько 6 хвилин)